# 參考圖書館
參考圖書館是圖書館的一種，其館藏書籍、膠卷、剪報、地圖、字典、文献等，不能外借回家，讀者只可以在參考圖書館內閱讀，有些甚至未經申請及審批，不許影印或攝影。通常這些文物是唯一和獨一無異的珍貴文献，都不能外借。